# كيلو 99 (فلم)
كيلو 99 هو فيلم مصري أُنتج عام 1956.

## قصة الفيلم
مطرب يعمل نهاراً سائقاً لشاحنة، وليلاً مطرباً في أحد الملاهي. تقوم القوات البريطانية باعتقاله عند الكيلو 99 على طريق القاهرة - السويس الصحراوي. يرى هذه الواقعة شخص يعمل عامل قهوة في مقهى يمتلكه رجل متزوج من راقصة تعمل في الأفراح الشعبي، ويحاول العامل مساعدة المطرب على الهروب.

## أغاني الفيلم
ألّف أغاني الفيلم جليل البنداري، ومحمد علي أحمد، ولحنها محمد عبد الوهاب، وعزت الجاهلي، وأحمد صبرة.

## وصلات خارجية
- مقالات تستعمل روابط فنية بلا صلة مع ويكي بيانات
- كيلو 99 على الدهليز
- كيلو 99 نسخة محفوظة 10 أكتوبر 2021 على موقع واي باك مشين. على كاروهات